# Sergio Bergonzelli
Sergio Bergonzelli (Alba, 25 de agosto de 1924 – Roma, 24 de septiembre de 2002), fue un director de cine, montador y guionista italiano. 
Comenzó en el cine como actor, con el nombre de Siro Carme; como director realizó películas de diversos géneros, como el spaghetti western o el erótico.

## Trayectoria artística

### Actor
Sergio Bergonzelli debuta como actor en 1952, usando el pseudónimo de Siro Carme. Este año interviene en cuatro películas: 
La storia del fornaretto di Venezia 
dirigida por Giacinto Solito, cine histórico, La cieca di Sorrento dirigida por Giacomo Gentilomo, que revisitaba la obra La ciega de Sorrento de Francesco Mastriani, 
Io, Amleto, una comedia de Giorgio Simonelli.
 y por último Il brigante di Tacca del Lupo
 de Pietro Germi.
En 1953 aparece como actor en cinco títulos: Terra straniera, film 
dramático de Sergio Corbucci, Prima di sera, comedia de Piero Tellini, Non è mai troppo tardi
, película alegórica obra de Filippo Walter Ratti, 
Passione, film dramático de Max Calandri, 
La figlia del reggimento, comedia dirigida por Tullio Covaz y Géza von Bolváry y 
Cristo è passato sull'aia, drama de Oreste Palella.
En 1954 participa en el film dramático Il prigioniero del re, coproducción italo-francesa de Giorgio Rivalta y Richard Pottier
, y en Addio, mia bella signora!
 de Fernando Cerchio.
En 1957 realiza sus dos últimas apariciones como actor: Il momento più bello 
dirigida por Luciano Emmer donde interpreta al Sr. Mancini, y Giovanni dalle Bande Nere
 película de género histórico de Sergio Grieco.

### Director
Tras dejar de actuar, Bergonzelli comienza su actividad como director a comienzos de los 60, con la película Gli avventurieri dei tropici. 
En 1964 Bergonzelli firma su segunda película, Jim il primo un western con Ketty Carver, un western a la italiana, antecedente de la trilogía del dólar de Sergio Leone.
En 1965 dirige un nuevo western a la italiana, con la colaboración en el guion de Bitto Albertini:Uno straniero a Sacramento, un western en el que la crítica no aprecia demasiados méritos. 
En 1966 dirige y firma el guion, de nuevo junto a Bitto Albertini, de M M M 83 Missione morte molo 83, cambiando por completo de género, Bergonzelli no se ceñiría a ninguno en particular en estos inicios de su carrera. 
Regresa al género western con la realización de El Cisco, protagonizada por William Berger, aunque en este caso Bergonzelli se ocupa en exclusiva del guion. Tras el díptico de cine de piratas formado por 
El tigre de los siete mares (Surcouf, l'eroe dei sette mari) y Tormenta sobre el Pacífico (Il grande colpo di Surcouf), Bergonzelli 
firmará en 1967 un nuevo spaghetti western en plena eclosión del subgénero: Una colt in pugno al diavolo.
En 1968, con Silvia e l'amore, Bergonzelli toma contacto con un género al que volvería de forma habitual como el cine erótico a la italiana. El mismo año es el responsable de otra película con trasfondo erótico, con apariencia de pseudo-documental: 
Le dieci meraviglie dell'amore.
En 1969 escribe el film de aventuras I disperati a Cuba, el año siguiente firma un mediocre film giallo-erótico titulado Nelle pieghe della carne. 
Desde este último film, y hasta el final de su carrera, Bergonzelli rueda en general cine erótico, aunque con diversas excusas argumentales.
En 1971 rueda un film dramático con abundantes escenas eróticas: Io Cristiana studentessa degli scandali, con guion y dirección de Bergonzelli; el año siguiente firma el guion del spaghetti western de León Klimovsky
Su le mani cadavere! Sei in arresto.
En 1973 realiza una película de serie B de tema religioso con trasfondo erótico, tema recurrente del cine italiano en aquella época:Cristiana monaca indemoniata.
Después de un paréntesis de dos años, Bergonzelli regresa en 1975 con la comedia erótica 
La cognatina. En 1976 realiza el film erótico Taxi Love, servizio per signora. Bergonzelli rueda al año siguiente otras dos comedias eróticas: La sposina y 
Il compromesso erotico. Bergonzelli continua activo durante finales de los 70 y la década de los 80, firmando una decena de títulos más como director;  
en 1982 participa como guionista en la exótica coproducción La amante ambiciosa, thriller erótico protagonizado por María José Cantudo. Su última realización fue Malizia oggi (1990), donde contó con la pornostar Valentine Demy.

### Guionista
Bergonzelli fue autor del guion de varias de sus propias películas como director, como Una colt in pugno al diavolo, Io Cristiana studentessa degli scandali,
Cristina monaca indemoniata o Corri come il vento kiko; también escribió guiones para otros directores, como León Klimovsky.

## Filmografía

### Actor
- La storia del fornaretto a Venezia (1952)
- La cieca di Sorrento (1952)
- Io, Amleto (1952)
- Il brigante di tacca del lupo (1952)
- Terra straniera (1952)
- La figlia del reggimento (Die tochter der kompanie) (1953)
- Non è mai troppo tardi (1953)
- Passione (1953)
- Prima di sera (1953)
- Cristo è passato sull'aia (1953)
- Il prigioniero del re (1954)
- Addio mia bella signora (1954)
- Il momento più bello (1957)
- Giovanni dalle Bande Nere (1957)

### Director
- Gli avventurieri dei tropici (1960)
- Jim il primo (1964)
- Uno straniero a Sacramento/Un extranjero en Sacramento (1965)
- MMM, Missione Morte Molo 83 (1966)
- El tigre de los siete mares (Surcouf, l'eroe dei sette mari), codirigida con Roy Rowland (1966)
- Tormenta sobre el Pacífico (Il grande colpo di Surcouf) (1966)
- El Cisco (1966)
- Una colt in pugno al diavolo (1967)
- Silvia e l'amore (1968)
- Le dieci meraviglie dell'amore (1968)
- Nelle pieghe della carne (1970)
- Io Cristiana studentessa degli scandali (1971)
- Cristiana monaca indemoniata (1972)
- La cognatina (1975)
- Il compromesso...erotico - Menage a quattro (1975)
- Taxi Love, servizio per signora (1976)
- La sposina (1976)
- Il compromesso erotico (1976)
- Porco mondo (1978)
- Diamond Connection (1978)
- Daniela mini-slip (1979)
- La trombata (Quattro ladroni a caccia di milioni) (1979)
- La mondana nuda (1980)
- Apocalipsis sexual (1982)
- Corri come il vento Kiko (1982)
- Joy (1983)
- Tentazione (1987)
- Delirio di sangue (1988)
- Malizia oggi (1990)

### Guionista
- Gli avventurieri dei tropici (1960)
- Uno straniero a Sacramento/Un extranjero en Sacramento (1965)
- MMM Missione Morte Molo 83 (1966)
- El Cisco (1966)
- Una colt in pugno al diavolo (1967)
- Silvia e l'amore (1968)
- Le dieci meraviglie dell'amore (1968)
- I disperati di cuba (1969)
- Nelle pieghe della carne/Las endemoniadas (1970)
- Io Cristina, studentessa degli scandali/Cristina, adolescente pervertida (1971)
- Un dólar para Sartana (Su le mani, cadavere! Sei in arresto), dirigida por León Klimovsky (1971)
- Cristiana monaca indemoniata/Amores de una ninfómana (1973)
- Taxi Love -servizio per signora/Taxista de señoras (1976)
- La sposina/La casada y el impotente (1976)
- Il compromesso erotico (1976)
- Porco mondo/Puerco mundo (1978)
- La amante ambiciosa (I Eromeni) (1982)
- Corri come il vento Kiko (1982)
- Joy (1983)
- Tentazione (1987)
- Malizia oggi (1990)

### Montador
- Nelle pieghe della carne (1970)
- Io Cristina, studentessa degli scandali (1971)
- Corri come il vento Kiko (1982)
- Tentazione (1987)